# Distrikt Achaya
Der Distrikt Achaya liegt in der Provinz Azángaro in der Region Puno in Südost-Peru. Der Distrikt wurde am 2. Mai 1854 gegründet. Er besitzt eine Fläche von 126 km². Beim Zensus 2017 wurden 2980 Einwohner gezählt. Im Jahr 1993 betrug die Einwohnerzahl 3196, im Jahr 2007 3971. Sitz der Distriktverwaltung ist die 3846 m hoch gelegene Ortschaft Achaya mit 80 Einwohnern (Stand 2017). Achaya befindet sich 42 km südlich der Provinzhauptstadt Azángaro.

## Geographische Lage
Der Distrikt Achaya befindet sich im Andenhochland im äußersten Südwesten der Provinz Azángaro. Der Río Ramis (auch Río Azángaro) durchquert den Distrikt in südlicher Richtung.
Der Distrikt Achaya grenzt im Südwesten und im Westen an die Distrikte Calapuja und Nicasio (beide in der Provinz Lampa), im Nordwesten an den Distrikt Santiago de Pupuja, im Norden an den Distrikt Arapa sowie im Osten an den Distrikt Caminaca.

## Ortschaften
Im Distrikt gibt es neben dem Hauptort folgende größere Ortschaften:
- Occoro